# مجلس العشرة (الموحدون)
مجلس العشرة، أو أهل الجماعة، هو مجلس يضم أول المؤمنين بدعوة ابن تومرت، باعتباره المهدي. ويعتبر مجلس العشرة الهيئة العليا للحركة الموحدية ، في إطار الهيكلية الهرمية التي وضعها ابن تومرت. كان أعضاء المجلس، بشكل ما، وزراء المهدي بن تومرت، مكلفين بوضع وتنفيذ القرارات الكبرى، على المستويات المدنية والإدارية والعسكرية.
وهلك نصف أعضاء المجلس في معركة البحيرة، دون أن يعرف على وجه اليقين هل استبدلهم ابن تومرت بأعضاء جدد.
بعد وفاة ابن تومرت، لم يُذكر أعضاء مجلس العشرة والخمسين إلا بمناسبة بيعة عبد المؤمن بن علي. إذ أن يرجح أن مجلس مشايخ الموحدين، الذي كان أعضاؤه أكثر عددا وتأثيرا ، والمنحدرين من قبائل من هنتاتة وأهل تنمل ، حل محل الهيئتين الإداريتين اللتين أنشأهما ابن تومرت.

## الأعضاء
يختلف تكوين مجلس العشرة باختلاف المصادر:
- الأعضاء الذين تتفق عليهم جميع المصادر :
  - عبد المؤمن بن علي
  - عمر بن عبد الله الصنهاجي
  - أبو حفص عمر الهنتاتي
  - أبو يحيى بن إجيت الهنتاتي
- الأعضاء الذين تختلف المصادر عليهم :
  - أبو محمد عبد الله بن محسن البصير الونساريسي
  - ابو ابراهيم اسماعيل الحضردجي
  - أبو الربيع سليمان بن مخلوف
  - ابو عمران موسى القدميوي
  - عبد الله بن سليمان التينملي
  - يوسف بن سليمان التينملي
  - عبد الله بن يعلى الزناتي
- الأعضاء الذين ذكروا في مصدر واحد فقط :
  - أبو موسى عيسى بن موسى الساودي
  - عبد العزيز الجيجيعي
  - عبد الواحد الشرقي
  - أبو محمد وسنار